# Hans-Martin Müller-Laube
Hans-Martin Müller-Laube (* 8. März 1940 in Grottkau, Kreis Grottkau, Provinz Oberschlesien) ist ein deutscher Rechtswissenschaftler und Hochschullehrer.

## Leben
Nach dem Abitur in Herne studierte Müller-Laube von 1960 bis 1965 Rechts- und Wirtschaftswissenschaften an den Universitäten Marburg, Lausanne, Freiburg und Bonn. Nach der Ersten Staatsprüfung war er Wissenschaftlicher Assistent zunächst an der Universität Bonn, dann an der Universität Würzburg. Dort promovierte er 1972 mit der Arbeit Teilzahlungskredit und Umsatzgeschäft zum Doktor beider Rechte (Dr. iur. utr.). Nach der Promotion absolvierte er sein Zweites Juristisches Staatsexamen in Bayern und habilitierte sich anschließend 1977 als Wissenschaftlicher Oberassistent ebenfalls an der Universität Würzburg mit der Arbeit Die Empfangszuständigkeit im Zivilrecht für Bürgerliches Recht und Handelsrecht. 1979 erweiterte er seine Lehrbefugnis um das Wirtschaftsrecht.
Von 1978 bis 1981 war Müller-Laube Professor an der Universität Trier, bevor er 1981 einen Ruf auf die Professur für Bürgerliches Recht, Handels- und Wirtschaftsrecht an die Universität Göttingen annahm. 1992 wechselte er als einer der Gründungsprofessoren der neuen juristischen Fakultät an die Universität Halle. Nachdem er dort bereits seit 1991 Lehraufträge wahrgenommen hatte, übernahm er den Lehrstuhl Zivilrecht I.
1996 folgte Müller-Laube aus familiären Gründen einem Ruf zurück an die Universität Göttingen. Dort nahm er als Universitätsprofessor seinen alten Lehrstuhl ein. Außerdem ist er seit 1996 Mitglied des Vorstandes der Soltenborn-Stiftung und seit 1997 Mitglied des Vorstands des Studentenwerks Göttingen.

## Forschungsschwerpunkte
Müller-Laube beschäftigt sich mit Bürgerlichem Recht, Handels- und Wirtschaftsrecht. Außerdem verfügt er über Expertise zu Zivilprozessrecht, Urheberrecht, Patentrecht sowie dem Recht des unlauteren Wettbewerbs. Zu Forschungsaufenthalten war er 1985 in China, 1990 in Südkorea, 2002 in Japan und 2003 in Vietnam.

## Publikationen (Auswahl)
- Teilzahlungskredit und Umsatzgeschäft: Ein Beitrag zur Lehre vom atypischen Vertrag. Baden-Baden 1973: Nomos-Verlagsgesellschaft. ISBN 3-7890-0063-9.
- Die Empfangszuständigkeit im Zivilrecht: Entfaltung eines Grundlagenbegriffs zur gewillkürten Annahmekompetenz bei der Durchführung privatrechtsbezogener Güterbewegungen. Berlin 1978: Duncker und Humblot. ISBN 3-428-04180-1.
- Der private Rechtsschutz gegen unzulässige Beschränkungen des Wettbewerbs und missbräuchliche Ausübung von Marktmacht im deutschen Kartellrecht. Berlin 1980: Duncker und Humblot. ISBN 3-428-04816-4.
- 20 Probleme aus dem Handels-, Gesellschafts- und Wirtschaftsrecht. Frankfurt am Main 1985 (2. Aufl. 1993; 3. Aufl. 2001): Metzner. ISBN 3-7875-2227-1.